# 岡江多紀
岡江 多紀（おかえ たき、1953年6月16日 -）は、日本の小説家。本名・佐久間妙子。神奈川県生まれ。早稲田大学文学部卒業。1979年、「夜更けにスローダンス」で小説現代新人賞受賞（下半期）。1984年、初の単行本『夜はシルクの肌ざわり』を刊行。以後、推理小説・官能小説を執筆する。『鑑定主文』では刑法第39条の問題を扱った。

## 著書
- 夜はシルクの肌ざわり 有楽出版社 1984
- 魔女の宴 伝奇推理小説 ノン・ノベル 1985
- 顔のない誘惑者 光風社出版 1986
- 横浜不倫館の惨劇 サスペンス推理 ノン・ノベル 1986
- 真昼の秘めごと 官能傑作小説集 光文社CR文庫 1986
- 濡母 フランス書院文庫 1986
- 緋変化魔女 有楽出版社 1986
- 黒の葉脈 都会派ミステリー サンケイ出版 1987
- 美少年がほしい 連作官能小説 光文社CR文庫 1987
- ポテトサラダ探偵局 痛快グルメ・サスペンス 桃園新書 1987
- 燃えつきてトワイライト 双葉社 1987 （レディース文庫）
- 震えてララバイ 講談社ノベルス 1988
- 素肌のヴィナス 双葉社 1988 （レディース文庫）
- 霧のフライト 東京 - ロンドン殺人行 立風書房 1989
- 魔淫 伝奇推理小説 ノン・ノベル 1989
- ティータイムの殺意 広済堂出版 1989
- 猫のいる風景 双葉社 1989 のち文庫
- 上海ブルース 有楽出版社 1991
- 言い出しかねて 実業之日本社 1992
- 蜜色の触手 日本文華社 1992 （女流作家官能シリーズ）
- 死者はサンバを踊らない 双葉社 1993
- 鑑定主文 実業之日本社 1994
- 覗く女 スキャンダル・ハンター ノン・ノベル 1997
- 死の口紅 ノン・ポシェット 1997
- 奈落 実業之日本社 2001
- 北海道の湿原 岡田操、高田雅之共著 北海道新聞社、2007